# Abracadabrella lewiston
Abracadabrella lewiston is een spinnensoort uit de familie springspinnen (Salticidae). De soort komt voor in Zuid-Australië.